# IC 751
IC 751 ist eine Spiralgalaxie vom Hubble-Typ SABb mit aktivem Galaxienkern im Sternbild Großer Bär am Nordsternhimmel. Sie ist schätzungsweise 424 Millionen Lichtjahre von der Milchstraße entfernt und hat einen Durchmesser von etwa 150.000 Lichtjahren.
Im selben Himmelsareal befinden sich u. a. die Galaxien IC 749, IC 750, IC 752.
Das Objekt wurde am 18. Mai 1892 vom österreichischen Astronomen Rudolf Ferdinand Spitaler entdeckt.